# Scytalium sarsii
Scytalium sarsii är en korallart som beskrevs av Geoffrey Alton Craig Herklots 1858. Scytalium sarsii ingår i släktet Scytalium och familjen Virgulariidae. Inga underarter finns listade i Catalogue of Life.